# Natliwoten
Natliwoten (Nadleh Whut'en, Fraser Lake Carrier).-Natliwoten su jedna od tradicionalnih lokalnih grupa Carrier Indijanaca, Britanska Kolumbija, koje Swanton naziva Southern Carriers, i kojima po istom autoru još pripadaju bande Tauten, Naskoten (danas Nazko), Tanoten (zvani i Fort George band ili Lheit Lit'en ili Lheidli T’enneh) i posljednji Ntshaautin. 
Natliwoten Indijanci danas se nazivaju Nadleh Whut'en, i sastoje se od dvije bande, viz.: Natliwoten vlastiti i Stellawoten (danas Stellaquo). 
U novija vremena razne bande pojedinih plemena su se raspadale u udruživale s drugim skupinama, pa tako i bande Carrier i Babine Indijanaca. Indijanci Natliwoten sada se vode kao članovi Carrier Sekani Tribal Councila kojoj su nadalje članovi: Burns Lake Indian Band, Nak'azdli Indian Band, Saik'uz First Nation, Stellat'en First Nation, Takla Lake First Nation, Tl'azt'en Nation i Wet'suwet'en First Nation. 
Natliwoteni danas naseljavaju sedam rezervata (reserves), od kojih su glavni Nautley Indian Reserve #1, oko 130 kilometara zapadno od Prince Georgea, i Leyac I. R. #4. Ime Fraser Lake promijenili su 1990. u Nadleh Whut'en. Danas imaju oko 300 pripadnika, od kojih preko 100 živi van rezervata. Na rezervatima se nalaze 'Band Office', crkva, škola. Glavne aktivnosti vezane su uz šumarstvo. Vidi Stellawoten.

## Vanjske poveznice
- Nadleh Whut'en First Nations Arhivirana inačica izvorne stranice od 28. rujna 2007. (Wayback Machine)
- Welcome to Nadleh Whut'en First Nation, British Columbia  Arhivirana inačica izvorne stranice od 17. kolovoza 2007. (Wayback Machine)